# ريتشارد يونغ (سياسي)
ريتشارد يونغ (بالإنجليزية: Richard Young)‏ هو سياسي أمريكي، ولد في 6 أغسطس 1846 في ديري في أيرلندا الشمالية، وتوفي في 9 يونيو 1935 في الولايات المتحدة. حزبياً، نشط في الحزب الجمهوري. وقد انتخب عضو مجلس النواب الأمريكي.